# Bamberger Basketball 2010-2011
Questa voce raccoglie le informazioni riguardanti il Bamberger Basketball nelle competizioni ufficiali della stagione 2010-2011.

## Stagione
La stagione 2010-2011 del Bamberger Basketball è la 37ª nel massimo campionato tedesco di pallacanestro, la Basketball-Bundesliga.

## Roster
Aggiornato al 14 gennaio 2023
| Brose Bamberg 2010-11 | Brose Bamberg 2010-11 |
| Giocatori             | Staff tecnico         |
| --------------------- | --------------------- |

| N. | Naz.                                         | Ruolo | Nome               | Anno | Alt.   | Peso   |  |
| -- | -------------------------------------------- | ----- | ------------------ | ---- | ------ | ------ |  |
| 5  | Stati Uniti (bandiera)                       | P     | John Goldsberry    | 1982 | 191 cm | 83 kg  |  |
| 7  | Stati Uniti (bandiera)                       | AG    | Reyshawn Terry     | 1984 | 203 cm | 107 kg |  |
| 8  | Serbia (bandiera)                            | AG    | Predrag Šuput      | 1977 | 200 cm | 103 kg |  |
| 9  | Germania (bandiera)                          | G     | Karsten Tadda      | 1988 | 190 cm | 90 kg  |  |
| 11 | Germania (bandiera)                          | P     | Daniel Schmidt     | 1990 | 188 cm | 85 kg  |  |
| 12 | Stati Uniti (bandiera) · Germania (bandiera) | AP    | Michael Crowell    | 1985 | 199 cm | 94 kg  |  |
| 13 | Germania (bandiera)                          | P     | Maurice Stuckey    | 1990 | 187 cm | 82 kg  |  |
| 14 | Germania (bandiera)                          | C     | Philipp Neumann    | 1992 | 208 cm | 106 kg |  |
| 19 | Germania (bandiera)                          | C     | Erik Land          | 1990 | 205 cm | 105 kg |  |
| 21 | Germania (bandiera)                          | C     | Tibor Pleiß        | 1989 | 218 cm | 118 kg |  |
| 22 | Stati Uniti (bandiera)                       | P     | Brian Roberts      | 1985 | 188 cm | 79 kg  |  |
| 23 | Stati Uniti (bandiera)                       | AP    | Casey Jacobsen (C) | 1981 | 198 cm | 98 kg  |  |
| 25 | Slovacchia (bandiera)                        | G     | Anton Gavel        | 1984 | 189 cm | 87 kg  |  |
| 42 | Stati Uniti (bandiera)                       | AC    | Kyle Hines         | 1986 | 198 cm | 106 kg |  |

| Allenatore                                                                                |
| - / Chris Fleming                                                                         |
| Assistente/i                                                                              |
| - Arne Woltmann - Stefan Weissenböck Legenda - (C) Capitano - (IN) Inattivo - Infortunato |

## Mercato

### Sessione estiva
| Acquisti | Acquisti        | Acquisti      | Acquisti   | Acquisti |
| R.       | Nome            | da            | Modalità   |          |
| -------- | --------------- | ------------- | ---------- | -------- |
| AC       | Kyle Hines      | Veroli Basket | definitivo |          |
| AP       | Michael Crowell | Glasgow Rocks | definitivo |          |
| AG       | Reyshawn Terry  | Obradoiro     | definitivo |          |

| Cessioni | Cessioni         | Cessioni         | Cessioni       | Cessioni |
| R.       | Nome             | a                | Modalità       |          |
| -------- | ---------------- | ---------------- | -------------- | -------- |
| C        | Elton Brown      | Barak Netanya    | fine contratto |          |
| G        | Robert Garrett   | Free agent       | fine contratto |          |
| AP       | Beckham Wyrick   | Bayern Monaco    | fine contratto |          |
| AG       | Mark Worthington | Gold Coast Blaze | fine contratto |          |

### Dopo l'inizio della stagione
| Acquisti | Acquisti | Acquisti | Acquisti | Acquisti |
| R.       | Nome     | da       | Data     | Modalità |
| -------- | -------- | -------- | -------- | -------- |

| Cessioni | Cessioni        | Cessioni   | Cessioni      | Cessioni    |
| R.       | Nome            | a          | Data          | Modalità    |
| -------- | --------------- | ---------- | ------------- | ----------- |
| AP       | Michael Crowell | Free agent | dicembre 2010 | rescissione |